# کلیفورد کوپلند
کلیفورد کوپلند (انگلیسی: Clifford Coupland; ۲۹ مهٔ ۱۹۰۰ – ۳۰ ژانویهٔ ۱۹۶۹) بازیکن فوتبال بود.
از باشگاه‌هایی که در آن بازی کرده‌است می‌توان به باشگاه فوتبال کریستال پالاس و باشگاه فوتبال گریمزبی تاون اشاره کرد.